# 紐霍普 (北卡羅萊納州珀奎曼斯縣)
紐霍普（英語：New Hope）是位於美國北卡羅萊納州珀奎曼斯縣的非建制地區。

## 歷史
紐霍普的郵局於1813年設立，其後於1831年停運。

## 地理
紐霍普所處的海拔為高於海平面1米（即3英呎），而該地所採用的時區為UTC-5，即北美东部时区（EST）。同時該地設有夏令時間，為UTC-5調快一小時，即UTC-4（EDT）。